# Algyői Könyvtár
Az Algyői Könyvtár a Csongrád-Csanád vármegyei Algyő településen található, fenntartója az algyői önkormányzat. 2006. január 1–től 2018. február 1-ig az Algyői Faluház, Könyvtár és Tájház szervezeti egységeként működött, 2018 februárjától önálló intézmény.

## A Könyvtár története
Algyőn 1892-ben olvasó- és önképző kört alapítottak az algyőiek, amit tekinthetünk a Könyvtár elődjének. Itt alakult ki az a szellemi környezet és könyvszerető, műértő társaság, amely szorgalmazta a helyi könyvtár megalapítását. Könyvállományukat nem ismerni pontosan, de valószínűleg magánkönyvtárakból, illetve hagyatékkönyvekből nőtte ki magát a későbbi könyvtár törzsanyaga.
1907-ben az algyői jegyző ingyenes népkönyvtár létrehozásáról döntött, hogy a kevésbé tehetős lakosok is ingyen juthassanak hasznos olvasmányokhoz és művelődhessenek. A Délmagyarországi Magyar Közművelődési Egyesület segítségével a Földművelésügyi Minisztérium állami segélyként nagyobb összeget adományozott a községnek, amelyet állományépítésre használtak fel, majd a VMK Algyőnek adományozta ifjúsági állományát, valamint a Földművelésügyi Minisztérium is ajándékozott könyveket. Az ideiglenes népkönyvtár az algyői községházán működött, a Kastélykert utca 40. száma alatt. A könyvtárosi feladatokat az algyői közgyám látta el. A népkönyvtár minden héten csak vasárnap volt látogatható, délután 14 és 16 óra között. Igyekeztek saját erőből gyarapítani a könyvtárat, amely az 1932-es datálású, községi képviselőtestület községi könyvtárról szóló szabályrendeletből is kitűnik. Ekkor a könyvtár állománya 430 kötet volt, amely a községházán, egy zárható szekrényben volt elhelyezve. A képviselőtestület határozata alapján a községi költségvetésből kellett finanszírozni a könyvtári állomány gyarapítását. 1935-ben épült fel a könyvtár épülete, amely kultúrház is lett egyben.
Algyő községben a közművelődési- és az általános iskola könyvtára külön működött, amely kezdetben szintén állami segítséggel alapozta meg a gyűjteményét, majd a tanulók egy mozgalom keretében saját könyveiket ajánlhatták fel az iskolai könyvtár részére. A Fehér Ignác Általános Iskolában jelenleg is működik az iskolai könyvtár megújult, modern környezetben, a Sport utca 5. szám alatt, Koczka Ágnes könyvtáros irányítása alatt.
1951-ben az algyői népkönyvtár újra gyarapodott, hiszen a Magyar–Szovjet Baráti Társaság és a DÉFOSZ is adományozott könyveket. Letéti könyvtárként Makóról és a szegedi járási könyvtárból szintén gyarapodott a népkönyvtár. Az első hivatásos könyvtáros Pataki Gábor volt. Ebben az évben a könyvtár átköltözött egy magánházba, az úgynevezett Piri-féle házba, a Kastélykert utcába.
1954-ben 1689 kötettel valamint 585 olvasóval rendelkezett a könyvtár. Ekkor a könyvtáros Váradi Józsefné volt, akinek munkássága hozzájárult, hogy abban az évben a könyvtár elnyerte a „Legjobb községi könyvtár” vándorzászlaját.
1959-re az állomány már 3808 kötetre duzzadt, valamint 874 beiratkozott olvasóval számolhattak. Ekkor a könyvtáros Várhelyi Flóriánné Czirok Magdolna volt. Ettől az évtől van írásos adat arról, hogy olvasásnépszerűsítő rendezvényeket, kiállításokat szerveztek a könyvtárosok. 1959-ben két kiállítást rendeztek be: „Szocialista írók mai életünkben” és „Felszabadulásunk irodalmunk tükrében” címmel, valamint író-olvasó találkozókat tartottak, ahová jellemzően szegedi írókat hívtak meg.
1961-ben a népkönyvtár elköltözött az egykori „Piri-féle” házból, a nagyobb és átalakított jegyzői házba, a Kastélykert utca 18. szám alá. Az új épületbe költözéssel jelentős változásokat vezettek be, például hetente már 3 napon is lehetett kölcsönözni. Az olvasók számának növekedéséhez hozzájárult a szabadpolcos állományelrendezés bevezetése is.
1962-ben az Algyő környéki tanyavilágban kölcsönzőhelyek létesültek, például: Irmamajor-ban, 1963-ban a Rákóczi-TSZ-ben, 1964-ben Farki-réten, majd a Gyevi-tanyai és a Zsidai iskolában is lehetett könyvet kölcsönözni az algyői állományból.
1964-ben Miklós Katalin könyvtáros vette át a 4339 kötetes könyvtár vezetését. Miklós Katalin könyvtáros jelentős lépéseket tett az olvasótalálkozók és a könyvtári rendezvények terén, hiszen szorgalmazta a gyerekeknek szóló filmvetítéseket, bábelőadásokat, mesedélelőttök szervezését, a nagyobbaknak pedig az irodalmi fejtörők rendezését.
1965-ben már 4892 kötettel rendelkezett a könyvtár, az olvasók száma viszont jelentősen esett: a letéti könyvtárak olvasóit is beleszámolva csak 500 beiratkozott olvasót tartottak nyilván. A látogatói szám esése ellenére a könyvtár nagy lendülettel csatlakozott a „Minden háznál legyen egy olvasó” mozgalomba, amely keretében előadásokat és bemutatókat szerveztek a község lakóinak. Az irodalomnépszerűsítéssel sikerült elérni az olvasók számának gyarapodását, így 1967-ben a letéti könyvtárakkal együtt 850 olvasót számlálhattak. Ez az előző évhez képest 25%-os növekedést jelentett.

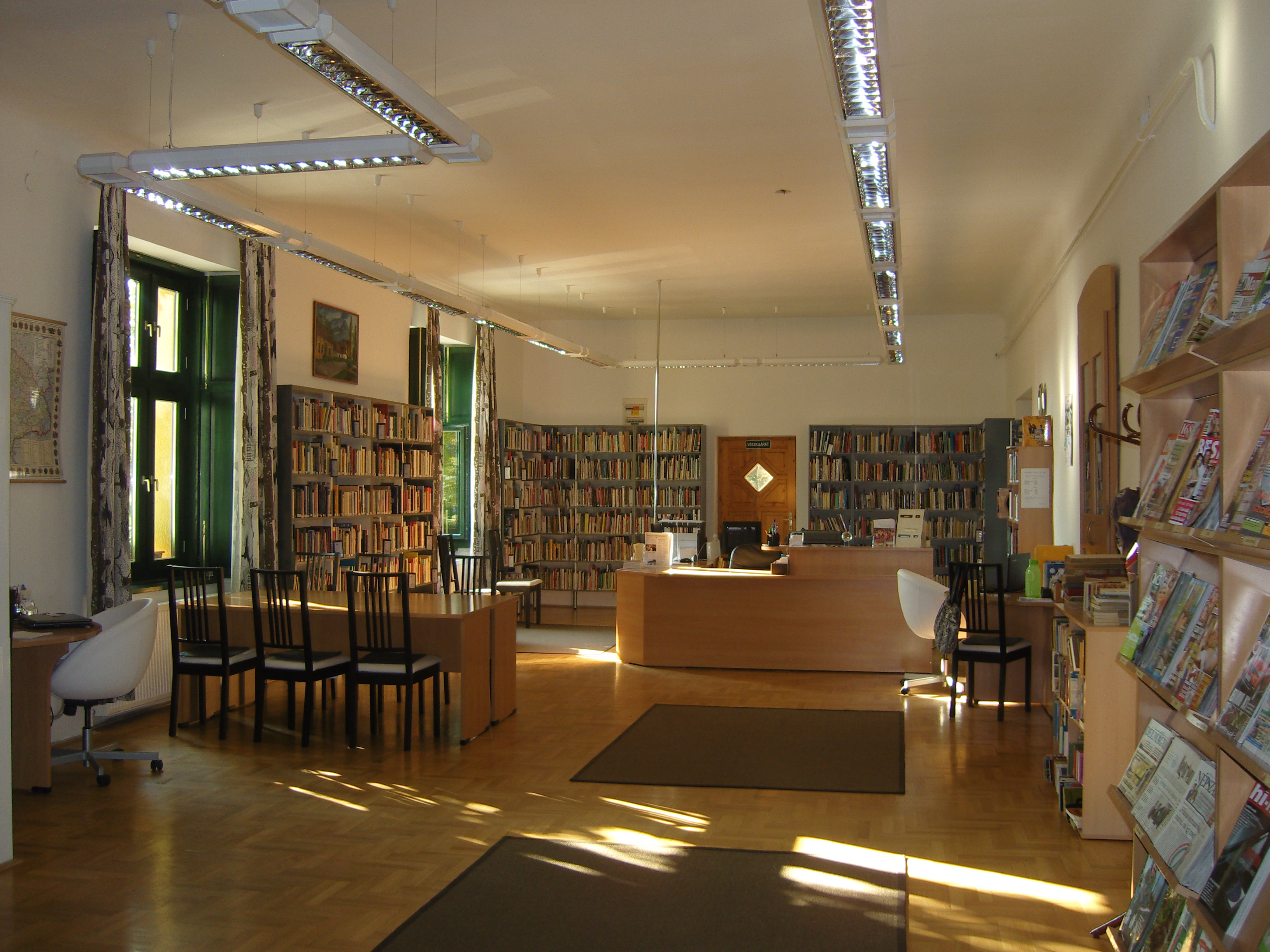
A könyvtár olvasótere

1967-re az állomány is jelentősen gyarapodott, hiszen 5907 könyv állt rendelkezésre. Az olvasók korosztály szerinti megoszlására jellemző volt, hogy inkább a 14 év alatt olvasók jártak legtöbbet könyvtárba (40%) szüleikkel együtt (18-31 éves korosztály: 47%). Ez a tendencia ma is tartja magát.
1970-ben szerződést kötöttek az Állami Könyvterjesztő Vállalattal, aminek köszönhetően 1972-re 7130 kötetet lehetett kölcsönözni.

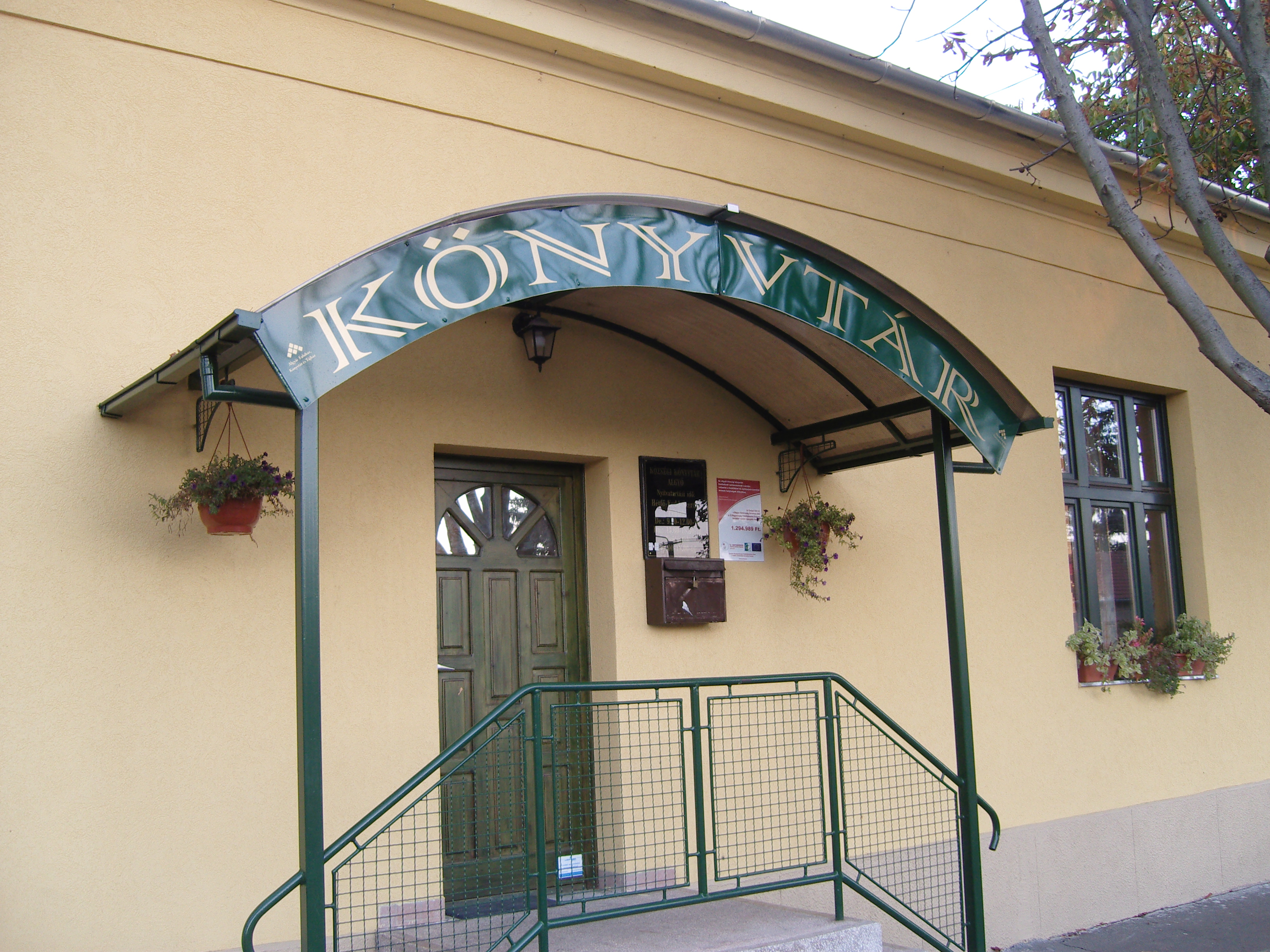
A könyvtár bejárata

1973-ban Algyőt Szegedhez csatolták. Ettől kezdődően a Somogyi Könyvtár fiókkönyvtáraként működött részleges önállósággal. Bővítették a könyvtár épületét három helyiségre, könyveinek a száma is gyarapodott (körülbelül 13 ezer kötet), viszont a Szegedhez csatolás rányomta a bélyegét a könyvtári forgalomra, ami az olvasói létszám csökkenését jelentette (már csak 750 olvasó volt). Megszüntették a letéti könyvtárakat és a tanyai iskolákban is megszűnt a kölcsönzés. Író-olvasó találkozók szervezésében azonban nem volt hiány: meghívták Janikovszky Évát, Csurka Istvánt, Simai Mihályt, Jókai Annát és más, az akkor felkapott szerzőket.
Az 1980-as években a fiókkönyvtárként működő Algyői Könyvtár a hét minden munkanapján kinyitott az olvasók igényeihez igazodva. Az állományába ekkor beletartozott 24 napilap, 250 hanglemez, illetve magnószalagok. A beiratkozott olvasók száma még az 1980-as évekre sem gyarapodott, akkor még mindig csak 750 regisztrált olvasó volt. Az olvasók fele a 14 év alatti korosztályba tartozott.
A Könyvtár épülete mellett volt található a mára teljesen lerombolt Ady Endre Művelődési Ház, amely a közelsége miatt gyakori partnere volt a könyvtári rendezvényeknek. Itt működött a ma is létező nyugdíjas klub, a citera zenekar, a pávakör, a népdalkör, valamint a néptánccsoport. Ezenkívül színvonalas előadásokat tartottak, valamint abban az épületben kapott helyet a moziterem is, amely egy 225 főt befogadó, szélesvásznú film vetítésére is alkalmas helyiség volt. Az épületet előszeretettel vették igénybe óvodás csoportok, az általános iskola osztályai, egyesületek és baráti körök.
1987-ben vezették be a családi könyvtárat az addigi szabadpolcos raktározási rend helyett. A rendszer lényege, hogy a hasonló témájú műveket egy csoportba helyezték el, megkönnyítve ezzel a keresést olvasói szempontból. A tematikát tekintve voltak: „romantikus”, „kalandok”, „diák sarok”, „őseink”, „technika”, „egészséges élet”, „mesék”, és egyéb témák. Az adott témáknál nemcsak szépirodalmi művek, hanem ismeretterjesztő és szakirodalmi művek is megtalálhatóak voltak. A családias, baráti jellegű könyvtár, valamint a széles körű közönségnek szervezett rendezvények hozzájárultak, hogy a könyvtárhasználók száma fokozatosan emelkedjen. A Somogyi Könyvtárhoz tartozás 25 éve alatt a könyvtár évente csupán 80-100 könyvvel gyarapodott, illetve 12-14 folyóirat előfizetés állt rendelkezésre.

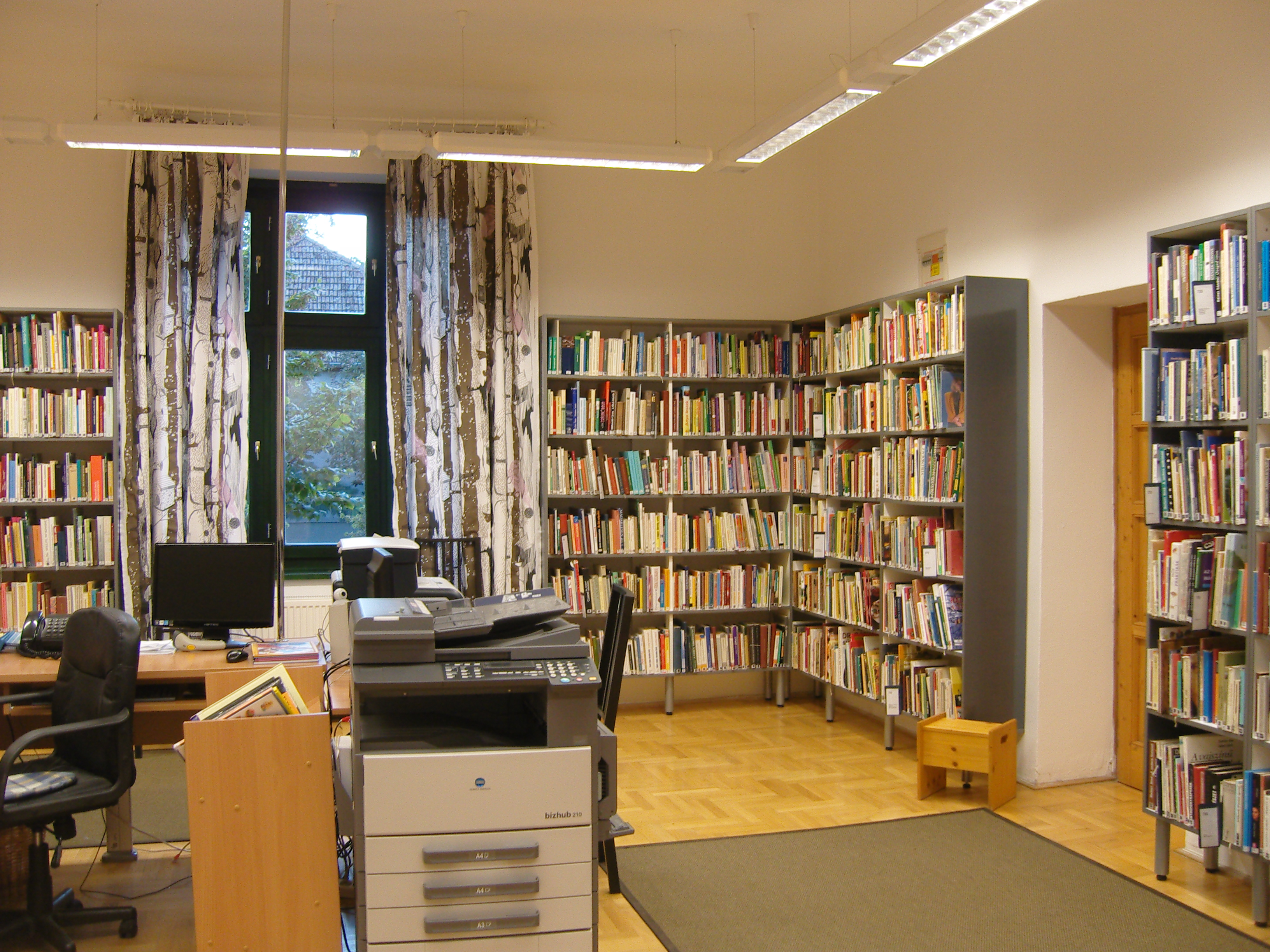
Olvasótér

Az önállóság jelentős fejlődést hozott a könyvtár életében is, hiszen 1998-ra már 136 ezer forint értékben vásárolhattak dokumentumokat, ez a szám 2001-re közel fél millió forintnak felelt meg. Elkezdték gyűjteni a videókazettákat, CD-ROM-okat, DVD-ket, testületi jegyzőkönyveket, illetve a könyvtárban működött az Algyői Hírmondó helyi lap szerkesztősége is, amelynek máig a Könyvtár ad helyet. A Könyvtár a 2000-es évek elején építette ki a teleházat, amelynek avatására 2001. augusztus 17-én került sor. Ettől kezdődően a könyvtár rendelkezett ISDN telefon alapú internettel, elektronikus postaládával, fénymásolóval, nyomtatóval valamint elkészíttette Algyő honlapját, amelyen a könyvtár is helyet kapott. Így a helyben olvasás mellett lehetőség nyílt a helyieknek internetezésre, szövegszerkesztésre, e-mail küldésre, fax-küldésére, számítógépes játékok használatára. Ennek köszönhetően a könyvtárat látogatók száma megduplázódott, a beiratkozott olvasók száma is ugrásszerűen megnőtt.
Bevezették az internetes könyvtárközi kölcsönzést, lehetővé vált a más könyvtárak adatbázisaiban való keresés, az elektronikus könyvtárak állományának elérése, dokumentumaik letöltése.
2002-től a könyvtár Szofi-pontként is működött, ami lehetővé tette a számítógépes távtanulást. Iskolásoknak szerveztek rendhagyó irodalomórákat a könyvtárban, amely interaktív módon élővé tette számukra a megtanulandó anyagot. A könyvtár rendezvényei átalakultak, megszaporodtak: valamennyi könyves ünnepen irodalmi pályázatokat hirdettek, rendezvényeket szerveztek például: A magyar kultúra napja, A magyar költészet napja, az Ünnepi könyvhét és a gyermekkönyvhét alkalmából.
A 2000-es évek elején születő könyvtári törvény megkövetelte a felsőfokú végzettségű könyvtáros alkalmazását. Erre kezdetben nem volt lehetőség, ezért rövid időre a könyvtárat a Faluházhoz csatolták társintézményként a képviselő-testület döntése értelmében. 2001 januárjától Ménesi Lajosné főiskolai végzettségű könyvtáros látta el a vezetői szerepet. Ekkor a könyvtárat átszervezések következtében nem a Faluházhoz, hanem a Tájházhoz csatolta a képviselő-testület. A könyvtár kinőtte az egykori épületét, ezért 2002 decemberében a jelenlegi helyére költözött, a Kastélykert utca 63. alatti tágas épületbe.
2006. január 1-jétől Algyői Faluház, Könyvtár és Tájház néven működött a könyvtár. 2018-ig a három intézmény vezetője Bene Zoltán, a könyvtárosok Dudásné Molnár Adél és Szabó Noémi voltak. 2018 februárjától önálló költségvetéssel rendelkező intézmény lett, a könyvtárosok Szilágyi-Perjési Katalin és Dományházi Edit.
2011-től a könyvtár a SZIRÉN Integrált könyvtári rendszerről áttért a Corvina integrált könyvtári rendszerre. Ezzel a váltással a könyvtár egy országos adatbázisrendszerhez csatlakozott, ez a közös lekérdező felület kialakítása és alkalmazása lehetővé tette a szélesebb körű könyvtári szolgáltatást és tájékoztatást. Az állomány elektronikus feldolgozása gördülékenyebbé tette a kölcsönzést, ez 2012-ben kiegészült a vonalkód bevezetésével. A rendszernek köszönhetően algyői helyismereti adattár is építhető, valamint új szolgáltatást biztosít a gyengén látók számára egy speciális prizma olvasókészülék segítségével. Létrejött egy közhasznú információs portál, amelyen közvetlenül elérhetők az intézmény aktuális rendezvényei, képgaléria, közérdekű adatok, elérhetőségek, kapcsolattartás. A helyismereti anyagokat Jadox elektronikus könyvtárban tárolják, ahonnan az adatok könnyen visszakereshetőek és nyilvánosak. 2011. novemberéig összesen 5250 rekordnyi helytörténeti anyagot dolgoztak fel, valamint abban az évben valósult meg az interaktív portál is. Elektronikus hírlevélrendszer is működött a könyvtárban, amelyre bárki feliratkozhat, naprakészen értesülve a könyvtári eseményekről, könyv-újdonságokról. Nemcsak a látássérültek könyvtári integrálódását tűzték ki célul, hanem a nagyothalló és siket olvasóközönséget is szerették volna elérni. Jelnyelvi tolmácsok segítségével elkészült egy videofilm, amely elérhető a könyvtár honlapján. A videó jelnyelven mutatja be a könyvtárhasználati szokásokat és részletezi a könyvtárban található, hallássérülteknek szóló dokumentumok körét. A könyvtárban jelnyelvi szótárak, segédanyagok és jelnyelvi DVD-k segítik a hallássérültek életét. Igény szerint a könyvtár ingyenesen biztosítja a jelnyelvi tolmács szolgáltatásait.

## Algyői Hírmondó
Az Algyői Hírmondó 1991 decemberében alakult az könyvtár gondozásában, Csongrád megyében elsők között. A kezdeti nehézségeket gyorsan áthidalta, s mára az interneten is elérhető. Akkori főszerkesztője: Molnárné Vida Zsuzsanna volt. Az újság célja: a lakosság hiteles és széles körű tájékoztatása az önkormányzat helyzetéről, terveiről, lehetőségeiről, az intézményekről, közérdekű tudnivalókról és a civil szervezetekről. A híradások mellett közli a lakosság közérdekű véleményét is. 2002-től a lap főszerkesztője Ménesi Lajosné könyvtárvezető, és a szerkesztőség is a könyvtárban található. 2008-tól Bene Zoltán, az Algyői Faluház, a könyvtár és az Algyői Tájház igazgatója a főszerkesztő.

## Szolgáltatások
- helyben olvasás (kézikönyvtári állomány, folyóiratok, napilapok)
- kölcsönzés (könyv, folyóirat, DVD, diafilm)
- könyvtárközi kölcsönzés (Országos Dokumentumellátási Rendszeren keresztül
- munkaügyi kapcsolatok, álláskeresés
- könyvtári rendezvények szervezése (író-olvasó találkozók, könyvtárhasználat-foglalkozások, előadások, vetélkedők, táborok)
- mozgókönyvtár

stb.